# Le Visage de l'amour
Le Visage de l'amour è l’ultimo album in studio della cantante italo-francese Dalida prima della sua morte. Venne pubblicato nel 1986 da Carrere. 
L'album esce quando Dalida inizia a girare in Egitto il film Le Sixième Jour di Youssef Chahine, basato sul romanzo di Andrée Chédid. 
Questo album prende il nome dall'omonimo brano Le Visage de l'amour, creato appositamente per Dalida da Charles Trenet in seguito ad una frase che lei disse, nel 1985, al programma di Patrick Sabatier Le jeu de la Vérité per descrivere il suo sentimento verso il pubblico: "Le public pour moi est le visage de l'amour" (il pubblico per me è il volto dell'amore). Questa canzone, seppur diede il nome all’album, non venne mai interpretata da Dalida (almeno alla televisione). 
Solo Le Temps d'aimer/Le Vénitien de Levallois e Parce que je ne t'aime plus/Salut salaud sono stati incisi e venduti a 45 giri. Dalida darà priorità al primo estratto, che sarà oggetto di un'importante campagna promozionale prima della sua partenza per l'Egitto.
Per questo album, Dalida registra quella che sarà la sua ultima canzone in italiano dal titolo Semplicemente così, una cover del brano francese Tout Doucement della cantante Bibie.  
Viene inoltre proposta una versione riorchestrata e meno ritmata, incisa nel 1985, di un brano che riscontrò grande successo nel repertorio musicale francese di Dalida: La danse de Zorba.
Nel 1985 riprenderà anche Last Christmas degli Wham! per il suo tour estivo, con il titolo Reviens-moi, ma la canzone non farà parte della tracklist finale del 33 giri.
La cantante farà poca promozione all’album, partecipando solo una settimana a L'Académie des neuf per cinque canzoni e in altri spettacoli.
Nel luglio del 1986, con lo stesso titolo e la stessa copertina di questo album, verrà prodotta da Orlando  una compilation in formato CD (il primo lavoro di Dalida in questa versione) di canzoni già precedentemente pubblicate, con un nuovo brano in egiziano di nome Akhsan Nass.

## Tracce (Album)
Lato A
1. Parce que je ne t'aime plus
2. La danse de Zorba (versione 1986)
3. Le visage de l'amour
4. Le Vénitien de Levallois
5. Mama Caraïbo

Lato B
1. Les hommes de ma vie
2. Salut salaud
3. Semplicemente così (Tout doucement)
4. Le temps d'aimer
5. Mourir sur scène

## Tracce (Compilation omonima in CD del 1986)
1. Pour te dire je t'aime
2. C'était mon ami
3. Les hommes de ma vie
4. Semplicemente così
5. Parce que je ne t'aime plus
6. Kalimba de Luna
7. Salut salaud
8. Lucas
9. La danse de Zorba (versione 1986)
10. Le visage de l'amour
11. Le Vénitien de Levallois
12. Mama Caraïbo
13. Le temps d'aimer
14. Reviens-moi
15. Akhsan nass